# Яскулки (Гродзиський повіт)
Яскулки (пол. Jaskółki) — село в Польщі, у гміні Каменець Гродзиського повіту Великопольського воєводства.
Населення — 135 осіб (2011).
У 1975-1998 роках село належало до Познанського воєводства.

## Демографія
Демографічна структура станом на 31 березня 2011 року:
|          | Загалом | Допрацездатний вік | Працездатний вік | Постпрацездатний вік |
| -------- | ------- | ------------------ | ---------------- | -------------------- |
| Чоловіки | 70      | 15                 | 47               | 8                    |
| Жінки    | 65      | 10                 | 41               | 14                   |
| Разом    | 135     | 25                 | 88               | 22                   |